# Векслер, Джерри
Дже́ральд (Дже́рри) Ве́кслер (англ. Gerald "Jerry" Wexler; 10 января 1917, Бронкс, Нью-Йорк, США — 15 августа 2008, Сарасота, Флорида, США) — американский музыкальный журналист, продюсер, руководитель фирмы грамзаписи «Атлантик», в которой руководил историческими звукозаписывающими сессиями. Известен как изобретатель термина «ритм-энд-блюз». Джерри Векслера также прозвали «крёстным отцом соул-музыки в Америке. Избран в Зал славы рок-н-ролла (1987) (в категории «не исполнители») и в Зал славы блюза (2006)  (также в категории «не исполнители»).

## Биография
Джеральд Векслер родился и вырос в нью-йоркском районе Манхэттен. Отец Джеральда был еврейским эмигрантом из Польши.
Его юность была отмечена прогулами в школе и бильярдными, пока в середине 1930-х он не увлёкся джазом. Когда Джерри Векслер открыл для себя музыку чернокожих артистов, то совершил путешествие в Гарлем, где он, по его словам, мог сидеть, пить и наблюдать «самых зрелищных танцоров, пульcирующих под дымящийся ритм». Векслер стал частью компании коллекционеров грампластинок и интеллектуалов, которые воспевали трубача Генри Аллена и цитировали Спинозу. Многие из этого круга в конечном итоге стали заметными фигурами в музыкальной индустрии: Джон Хэммонд и Джордж Авакян на «Коламбии», Милт Габлер и Боб Тиле на «Декке», Альфред Лион и Фрэнк Вольф на «Блю ноут», и будущие друзья и партнеры Векслера в «Атлантик» — Ахмет и Несухи Эртегюны.
После службы в армии и опыта журналистики в Канзасе, Джерри в 1946 году вернулся в Нью-Йорк, чтобы продолжить карьеру журналиста и работать в музыкальном бизнесе. Вначале он работал за 125 долларов в неделю в принадлежавшей лейблу Mercury Records паблишинговой компании MRC Music, занимаясь там поиском исполнителей песням, а затем получил работу репортёра в журнале «Билборд», где и сделал себе имя. В 1949 году редакторы журнала прислушались к его предложению изменить название чарта чернокожих артистов c «Расовых записей» (англ. Race Records) на «Ритм-энд-блюзовые». Векслер рассказывал: «„Расовый“ — это тогда был широко употребимый термин, негры употребляли его по отношению к самим себе. Но всё-таки „Расовые записи“ — это нехорошо звучит. Я придумал название, которое, как мне показалось, этой музыке отлично подходило — „ритм-энд-блюз“. Такой заголовок [чарта] больше соответствовал [наступившим] более просвёщенным временам.».)
В 1951 году Векслер покинул «Биллборд» и стал рекламным директором в издательском отделении лейбла MGM Records. В 1953 году он принял предложение Ахмета Эртегюна и перешёл в фирму грамзаписи «Атлантик» в качестве партнёра по бизнесу и продюсера. Так он начал продюсировать ритм-энд-блюзовые записи. Вскоре он создал себе репутацию первооткрывателя новых талантов, при этом показывая превосходные результаты и с ветеранами тоже. Вместе с Ахметом Эртегюном он стал соруководителем «Атлантик». Джерри Векслер почитал чёрную музыку, в том числе хот-джаз, блюзы шаутеров, госпел. По мнению Стана Корни, Джерри, в отличие от Ахмета, был простым парнем с улицы. За период 1953—1975 годов небольшая ритм-энд-блюзовая фирма грамзаписи выросла в одну из крупнейших в мире. Считается, что усилия Векслера в «Атлантике» помогли приблизить чёрную музыку к массовой аудитории.